# Dicranota strepens
Dicranota (Dicranota) strepens là một loài ruồi trong họ Pediciidae. Chúng phân bố ở vùng Indomalaya.